# География Сан-Марино

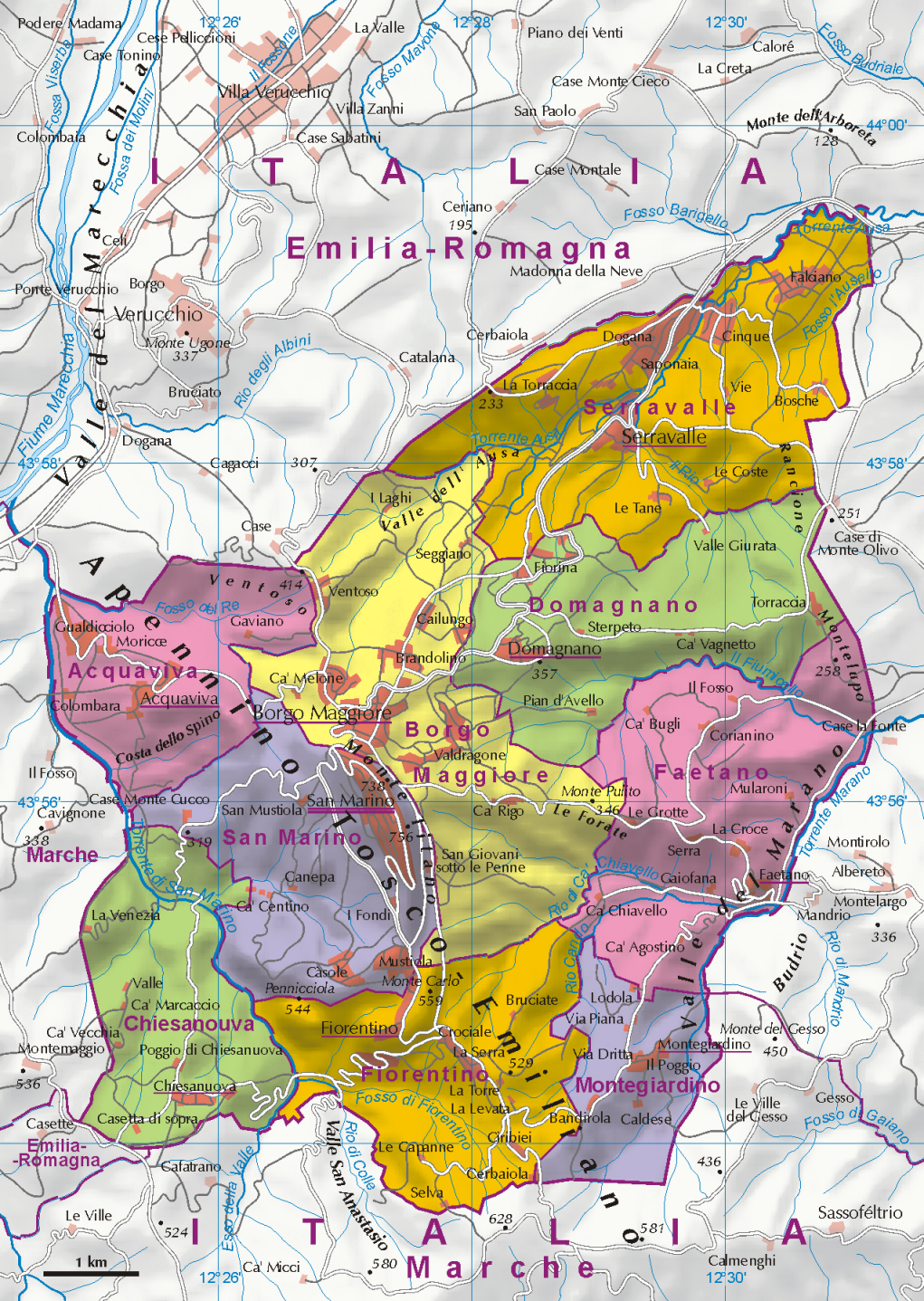
Карта Сан-Марино

Сан-Марино — южноевропейская страна-анклав в центральной Италии с общей протяжённостью границ в 39 км. По площади является одним из самых малых государств Европы, уступая лишь Ватикану и Монако. Располагается на юго-западном склоне трехглавого горного массива Монте-Титано (755 м), возвышающегося над холмистой равниной предгорий Апеннин. Располагается по координатам 43°46′ с. ш. 12°25′ в. д., покрывая площадь в 60.5 км², это приблизительный размер города Сиракьюс.  Климат в стране влажный субтропический, с мягкими зимами и жарким, солнечным летом. Местность преимущественно скалистая, только 17 % территории культивируемо. Несколько рек протекают по территории страны, наибольшие из них: Ауса, Марано и Сан-Марино. Первые две впадают непосредственно в Адриатическое море; последняя является притоком реки Мареккья.
Общая протяжённость дорог государства составляет 104 км.

## Административное деление
Страна разделена на 9 кастелий:
1. Аккуавива
2. Борго-Маджоре
3. Доманьяно
4. Кьезануова
5. Монте-Джардино
6. Сан-Марино
7. Серравалле
8. Фаэтано
9. Фьорентино